# Smith & Wesson Model 500
Smith & Wesson Model 500 je pětiranný, dvojčinný revolver vyráběný firmou Smith & Wesson pro náboj .500 S&W Magnum, postavený na rámu velikosti X.
Shooting Times píše:Model 500 od Smith & Wesson je největší, nejtěžší, nejsilnější sériově vyráběný dvojčinný (double-action) revolver na světě. Náboj .500 S&W Magnum dosahuje velmi vysokých výkonů - při hmotnosti 440 zrn (28,5 g) má úsťovou energii 3,5 kJ, rovnající se síle kulovnic .30-06 Springfield, .308 Winchester nebo 7x64.
Všechny varianty (kromě 500ES) mají buď kompenzátor nebo úsťovou brzdu ke zmírnění zpětného rázu.

## Varianty
Stránka výrobce zmiňuje 6 verzí  lišících se zejména délkou  hlavně a několika dalšími odlišnostmi např. přítomností kompenzátoru:
- Standardní Model 500 s 8 3/8 in 213 mm) hlavní, hmotnost 2,005 kg , (existují 2 varianty , odlišují se možností výměny kompenzátoru)
- 500S (Short), 4 in 101 mm) hlaveň , (existují 2 varianty)
- 500H (Hunter), prodloužená 10,5 in 26,6 cm hlaveň , hmotnost 2,324 kg
- 500ES (Emergency Survival Kit ) , 2 3 / 4 in 70 mm hlaveň (nemá kompenzátor) [pozn 1]
- Další varianty délky hlavně jsou :
  - 7 1 / 2 in 191 mm
  - 6 1 / 2 in 165 mm

## Použití
Jako osobní zbraň je příliš velký a těžký, takže je použitelný ke střelbě na siluety a Spojených státech je možné i použití jako lovecké zbraněnapř. k lovu medvědů- zejména verze 500H, údajně s ní byl uloven i slon.

## Kritika

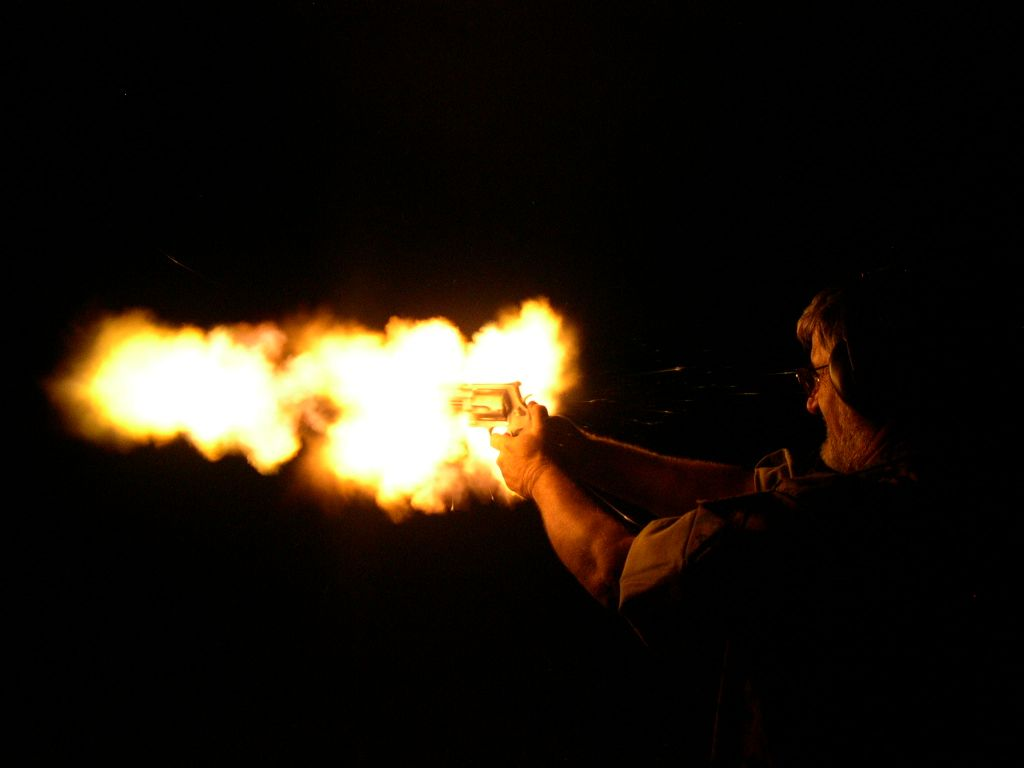
Noční střelba

Violence Policy Center (policejní centrum pro násilí) zveřejnilo zprávu věnující se Modelu 500, v níž ho nazvali "vest-buster", čímž chtěli zdůraznit jeho vysokou šanci prostřelit neprůstřelné vesty.

## Zajímavost
Během IWA (Internationale Waffenausstellung = Mezinárodní výstava zbraní) v roce 2003 jeden z vystavovatelů na otázku Kdo to koupí? Odpověděl: Je mnoho lidí, kteří chtějí držet v rukou pořádnou zbraň.

## Galerie

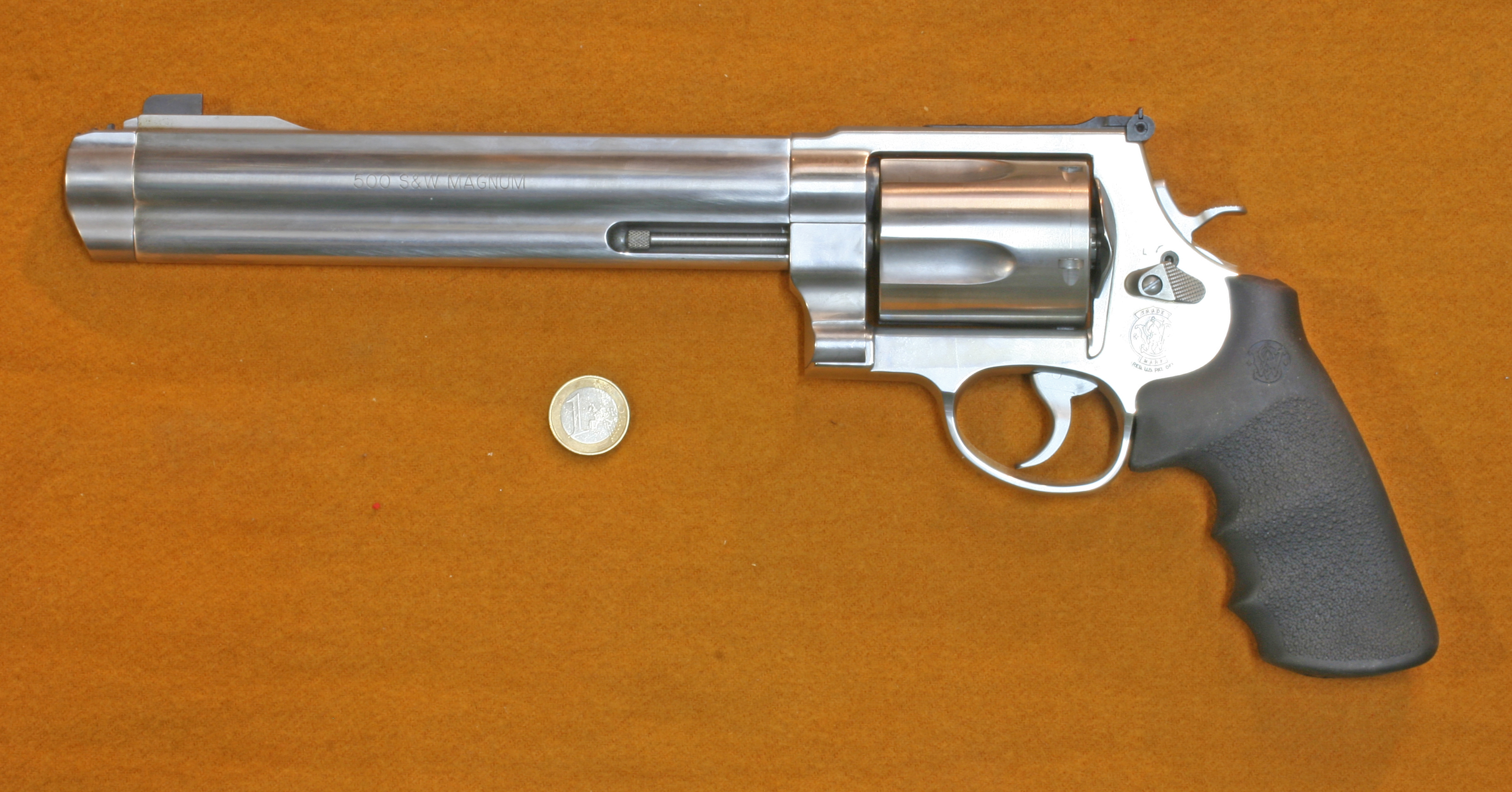
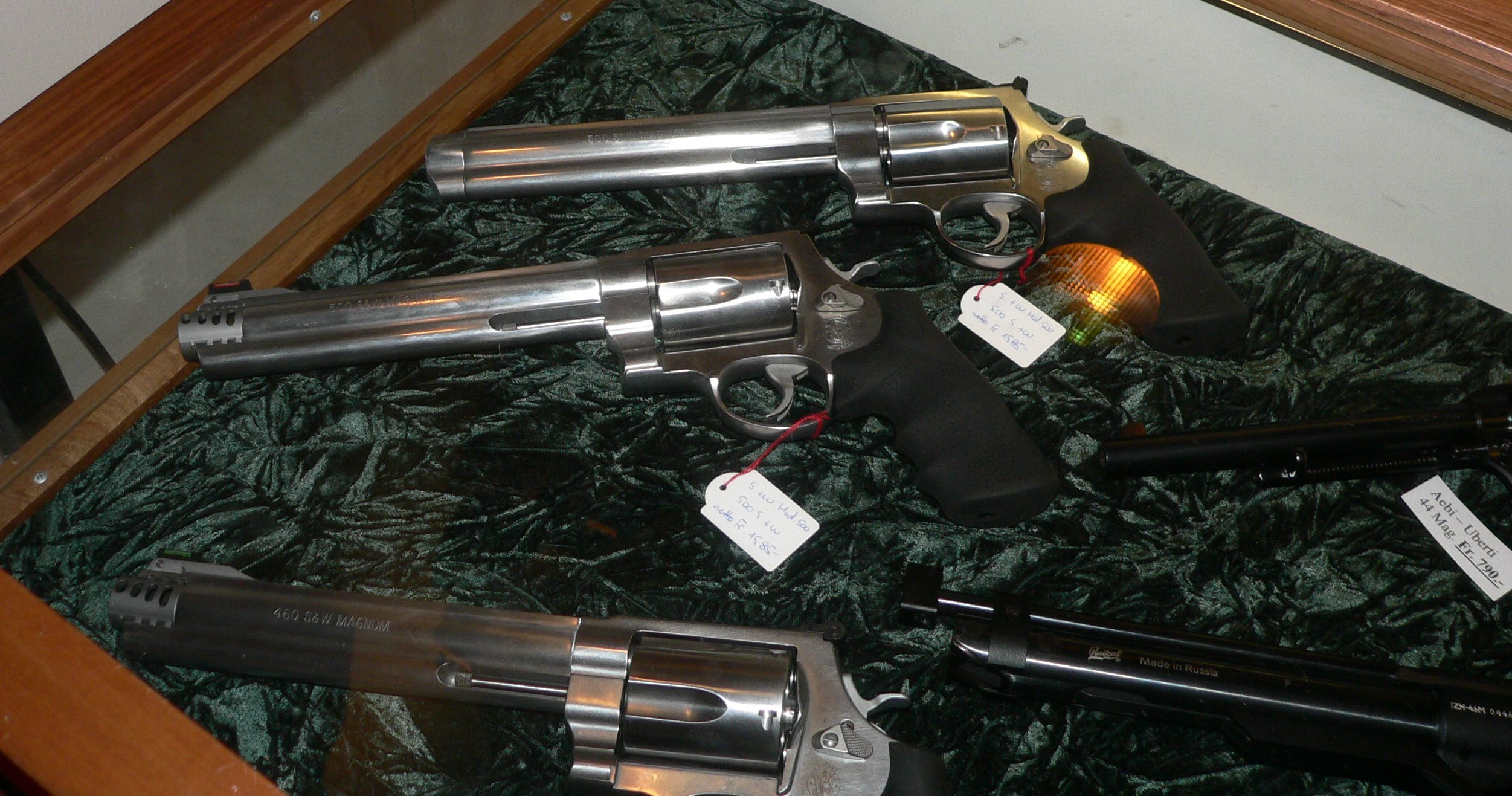
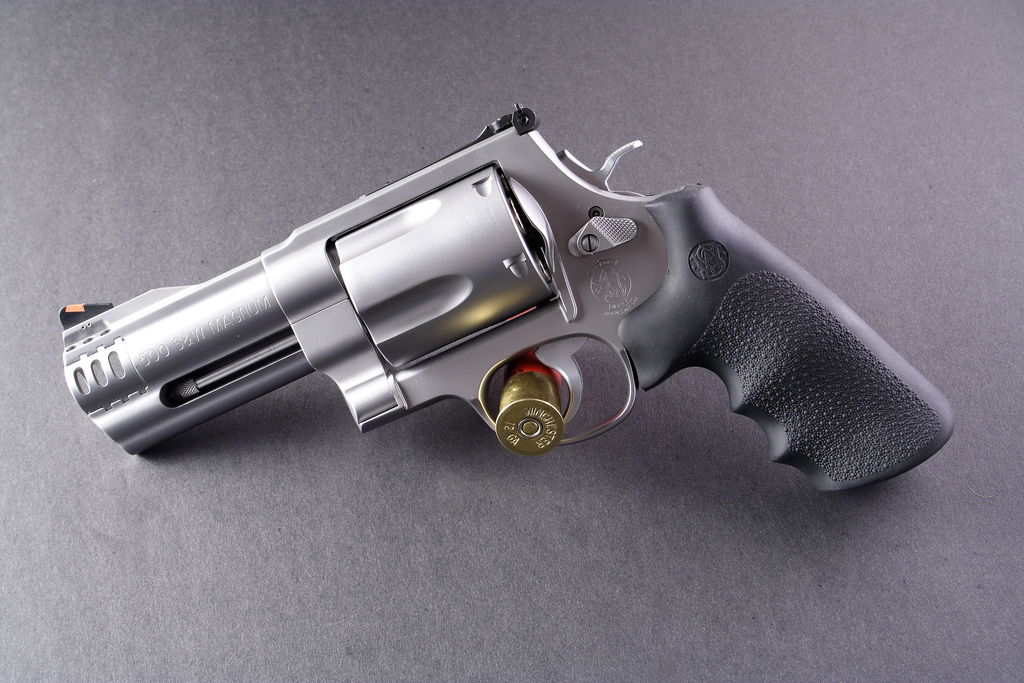
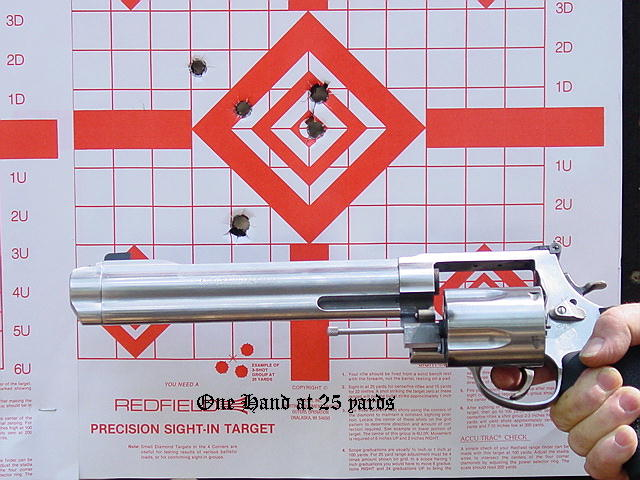
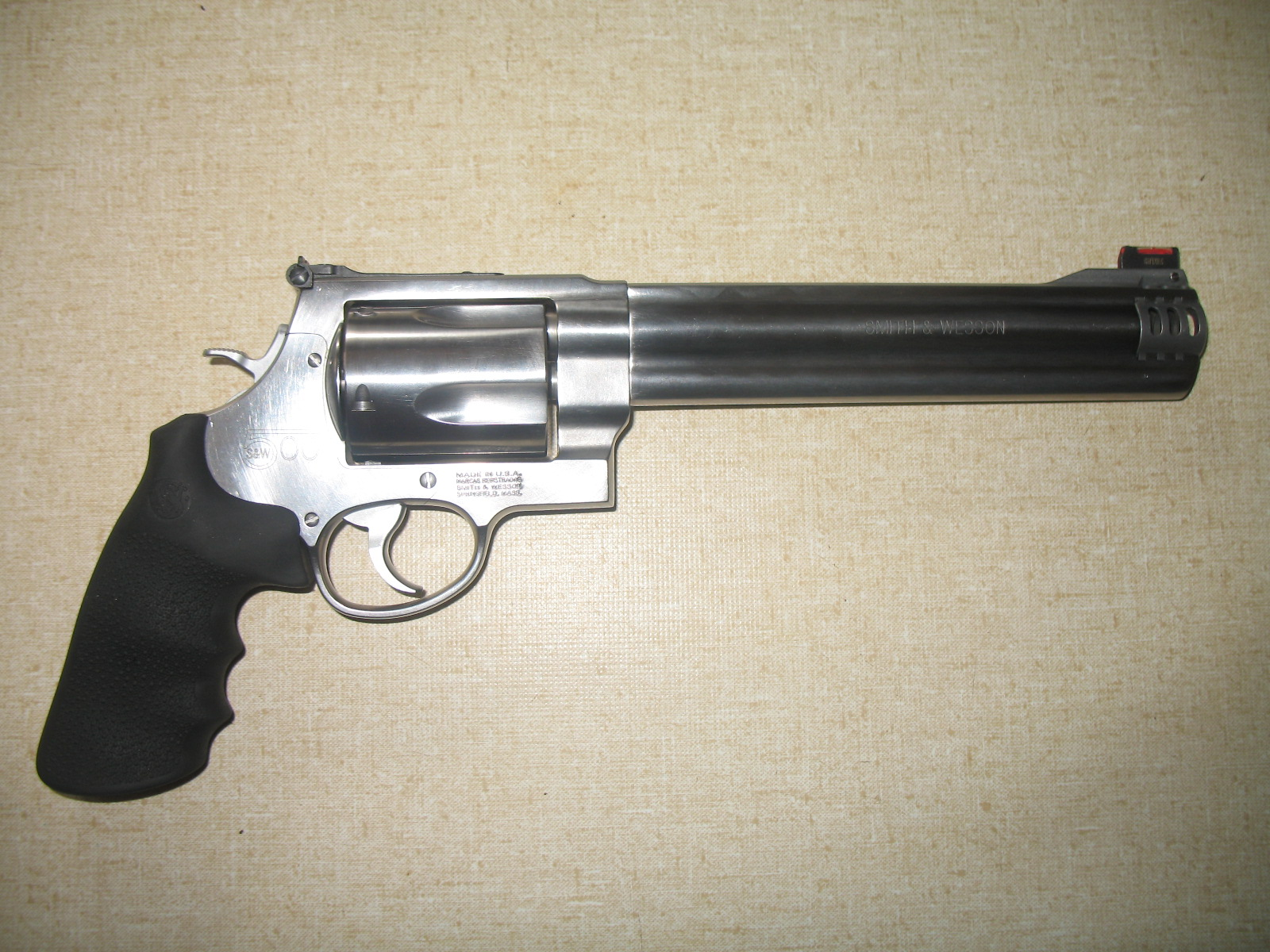
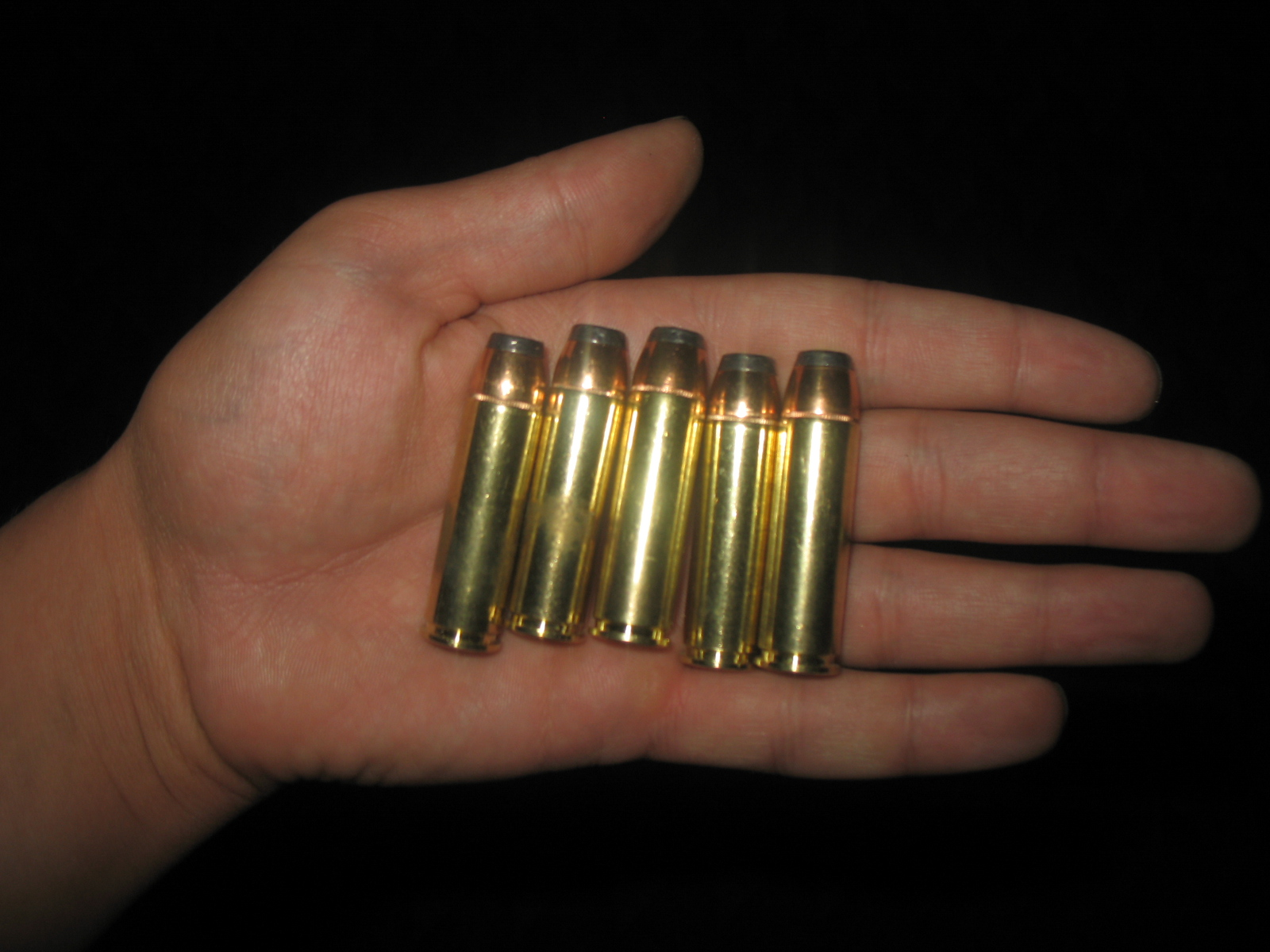